# Thomas Oláh
Thomas Oláh (né le 3 août 1966 à Vienne) est un costumier autrichien.

## Biographie
Thomas Oláh étudie de 1985 à 1987 le théâtre, la philosophie et l'histoire de l'art à l'université de Vienne. Par ailleurs, il fait une formation de tailleur de 1986 à 1989 et de 1988 à 1992, il étudie le design de la mode à l'université des arts appliqués de Vienne. Olàh devient costumier en 1990. En 1993, il crée sa société, Kostümwerkstatt Oláh, pour faire des costumes pour le Theater an der Wien, le Wiener Staatsoper, le Bayerische Staatsoper, l'Opernhaus de Zurich... Il travaille ensuite davantage pour le cinéma et la télévision.

## Filmographie
Cinéma
- 1994 : Ich gelobe (de)
- 1994 : Die Knickerbocker-Bande: Das sprechende Grab (de)
- 1995 : Internationale Zone
- 1995 : Nachtbus
- 1996 : Der Hausbesorger oder Ein kurzer Film über die Ordnung
- 1998 : Frauen lügen nicht
- 1998 : Kleine Semmeln
- 2001 : Die Gottesanbeterin (de)
- 2002 : Poppitz
- 2003 : MA 2412 – Die Staatsdiener
- 2003 : Ravioli (de)
- 2004 : Antares
- 2007 : Free Rainer (de)
- 2007 : Midsummer Madness
- 2008 : Transsibérien
- 2009 : Mein Kampf
- 2009 : Women Without Men
- 2010 : 3faltig
- 2010 : Jud Süß - Film ohne Gewissen
- 2012 : Die Vermessung der Welt
- 2013 : L'Oracle
- 2014 : Hysteria
- 2022 : Last Song for Stella de Kilian Riedhof : Stella Goldschlag (en post-production)

Télévision
- 1999 : Die Nichte und der Tod
- 1999 : Tatort: Passion
- 2000 : Frische Ware
- 2000 : Geier im Reisrand
- 2001 : Spiel im Morgengrauen
- 2002 : MA 2412 (huit épisodes)
- 2004 : Mein Vater, meine Frau und meine Geliebte
- 2005 : Kabale und Liebe
- 2005 : Im Reich der Reblaus
- 2006 : König Otto (de)
- 2008 : Le Printemps de Prague
- 2010 : Cher voleur (de)
- 2011 : Die Konterrevolution
- 2012 : Die Machtergreifung
- 2015 : Käthe Kruse (de)

## Œuvre
- Doppler, Roman, Müry Salzmann Verlag, Salzburg, 2023, 220 p.  (ISBN 978-3-9901-4239-4)

## Source de la traduction
- (de) Cet article est partiellement ou en totalité issu de l’article de Wikipédia en allemand intitulé « Thomas Oláh » (voir la liste des auteurs).